# Tchaj-ťi čchüan

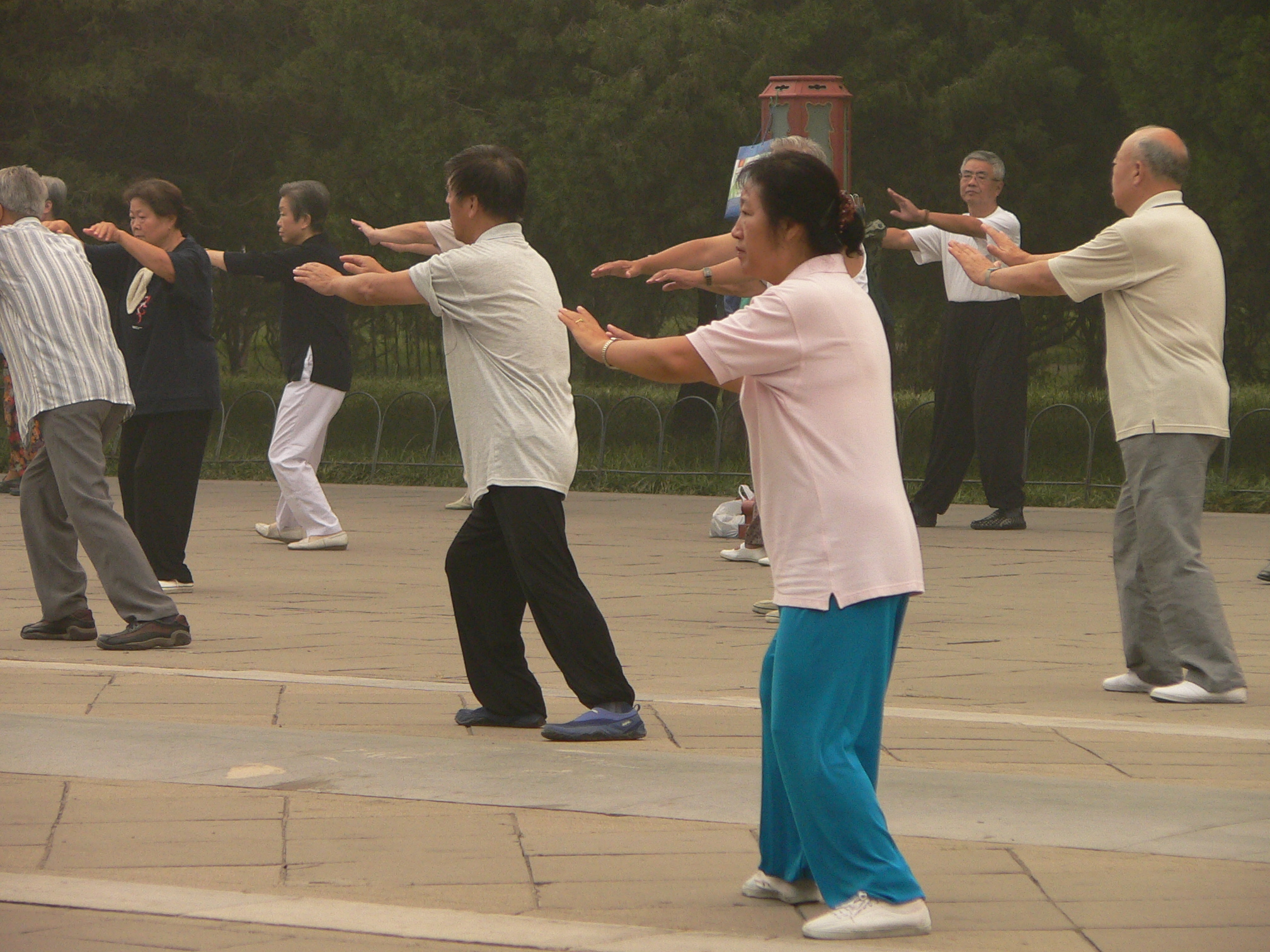
Každodenní cvičení taj-či v pekingském parku Tchien-tan

Tchaj-ťi, celým názvem tchaj-ťi čchüan (čínsky: 太極拳; pinyin: tàijíquán), je označení pro čínské bojové umění, jež v moderní době pěstuje mnoho lidí jako cvičení pro zdraví a zlepšení kvality života. V Česku se často označuje zjednodušeným termínem taiji, tai chi nebo foneticky taj-či (taiči). V širším smyslu označuje pojem Tchaj-ťi tzv. Velký předěl, znázorněný čínskou monádou (tradiční symbol reprezentující síly Jin a Jang).
Tchaj-ťi je vhodný druh pohybu (cvičení) pro lidi, co se cítí vyčerpaně. V tchaj-ťi jde o dýchání a sbírání energie z přesně daných pohybů. Cvičení často probíhá venku, v parku, kde se díky čerstvému vzduchu dodá tělu a duši ještě více energie. Tchaj-ťi je vhodné i pro seniory, jelikož pohyby nejsou rychlé ani nijak na ohebnost či fyzickou vytrvalost náročné.
Hodiny tchaj-ťi předcvičují lidé, kteří se v tom vyznají, a mohou tak jejich cvičencům něco předat. Předcvičovatelé musí vědět jak ve kterých pohybech správně dýchat, a musí znát sestavy. Sestav je celá řada, a často bývají pojmenované číslem.

## Historie
S tchaj-ťi čchüan jakožto dítkem taoistické filozofie jsou nerozlučně spjata dvě jména – Lao-c’ (6. st. př. n. l.) a Čang San-feng (12. stol. n. l.), patřící dvěma velikým legendám taoistické tradice. I když o těchto osobách dnes nemůžeme říci nic historicky zcela prokazatelného, přesto zůstávají v povědomí lidí jako důležité postavy taoistických dějin; mistr Lao-c’ jako duchovní otec, zakladatel taoismu a autor základního a nejznámějšího taoistického díla Tao Te ťing, a potom „nesmrtelný“ Čang San-feng jako tvůrce taoistického (wu-tangského) cvičebního systému tchaj-ťi čchüan a autor spisů, též přiřazených k hlavní sbírce taoistického kánonu.
Většina stylů tchaj-ťi, které se dnes cvičí, jsou však laickými (rodinnými) styly, jen nepřímo spojenými s taoistickým tréninkem, i když se prvky taoismu stále dají najít v některých teoriích a terminologii, které používají. Nejsou však známé historické záznamy, které by doložily, jak se původně tchaj-ťi začalo cvičit lidmi mimo taoistické klášterní komunity.
Během vlády dynastií Sung, Jüan a Ming (od 12. do 17. stol.) znali Čang San-fengovo tchaj-ťi čchüan hlavně v provincii Šen-si. V klášterech bylo tchaj-ťi čchüan prostředkem duchovní alchymie neboli metodou duchovní přeměny uvnitř těla s cílem navrátit a upevnit zdraví a prodloužit věk. Čili ve svých taoistických počátcích bylo tchaj-ťi čchüan především prostředkem k dosažení „tchaj-ťi“ (v překl. „nejzazší mez“, přeneseně „vesmír“) a stavu rovnováhy jin a jang v těle. Cílem tchaj-ťi čchüan bylo přeměnit tělo a mysl tak, aby bylo možné dosáhnout duchovního osvícení.
Časem se sestavu tchaj-ťi čchüan postupně učili i laici. Toto stěhování tchaj-ťi z klášterů způsobily dvě příčiny. První byla, že císař a šlechta si všimli taoistického výcviku z hlediska bojového umění. Buddhističtí mniši z chrámu Šao-lin i taoisté z horské oblasti Wu-tang začali být zaměstnáváni jako cvičitelé v císařské armádě. Druhou příčinou bylo, že dynastie Čching zakázala osobní vlastnictví zbraní a ponechala tak lidi bez možnosti bránit se lupičům a vetřelcům. Obyčejní lidé obdivovali schopnosti vlastní sebeobrany mnichů a doprošovali se v klášterních komunitách, aby je také učili. A tak začali mniši přijímat nezasvěcence ze soucitu jako své žáky.
Je všeobecně akceptované, že rodina Čchen z provincie Che-nan udržovala cvičení tchaj-ťi čchüan v rámci klanu jako účinné bojové umění po generace před tím, než se ho zde naučil Jang Lu-čchan (1799–1872). Jang Lu-čchan se poté přestěhoval do Pekingu a stal se hlavním instruktorem bojových umění císařské armády dynastie Čching. A tak se tchaj-ťi jako slavné bojové umění začalo šířit a zároveň se větvit do mnohých stylů nazývaných podle rodin, které je vyučovaly, např. Čchen, Jang, Wu, Li, Chao, Sun a další.
Laické podání tchaj-ťi čchüan (tzv. rodinné styly) od svého začátku zdůrazňovalo především využití principů tchaj-ťi pro účely bojových umění. Teprve Jang Lu-čchanův vnuk Jang Čcheng-fu (1883–1936) upravil způsob cvičení tak, aby v první řadě zlepšovalo fyzickou kondici a bylo vhodné pro všechny vrstvy obyvatelstva. Dnes znají miliony lidí po celém světě a především na západě tchaj-ťi čchüan jako cvičení pro zdraví. Tak položil mistr Jang Čcheng-fu základ pro moderní cvičení tchaj-ťi.
Jelikož taiči pochází z bojového umění, jsou některé pohyby podobné „přípravě na boj“. Existují postavení bojovníka, člověka v boji, rytíře na koni a podobně.

## Styly tchaj-ťi čchüan
Nejvýznamnější styly tohoto bojového umění jsou následující:
- Čchen (陳氏) – Zakladatelem je Čchen Wang-tching
- Jang (楊氏) – Zakladatelem je Jang Lu-čchan
- Wu (吳氏) – Zakladatelem je Wu Ťien-čchüan
- Wuu (武氏) – Zakladatelem je Wu Jü-siang
- Sun (孫氏) – Zakladatelem je Sun Lu-tchang

Dále je několik stylů pojmenovaných Wu-tang a San-feng, které se svými názvy odvolávají daleko do historie tohoto bojového umění. Čínský taoistický mnich a alchymista Čang San-feng je totiž považován za legendárního (staršími autory dokonce za historického) zakladatele, který přebýval v pohoří Wu-tang. Přesto přinejmenším některé z těchto stylů vznikly až ve 20. století a jsou tedy mladší než tzv. laické (rodinné) styly.

## Strom tchaj-ťi čchüan
```
Legendární postavy

   |

Čang San-feng

   |
NEJ-ŤIA ČCHÜAN
   |

Tchaj I-čen-žen

   |

Ma Jün Čcheng

   |

Wang Cung-jüe

   |
TCHAJ-ŤI ČCHÜAN
   |

Čang Sung-si

   |

5 hlavních tradičních rodinných stylů

   |

Čchen Wang-tching

(1600–1680) 9. generace rodiny Čchen
původní (starý) styl 
Čchen

   |
   +---------------------------------------------------+
   |                                                   |

Čchen Čchang-sing
                                 
Čchen Jou-pen

(1771–1853) 14. generace rodiny Čchen             (cca 1800) 14. generace rodiny Čchen
starý styl Čchen, 
velký styl
                      nový styl Čchen
   |                                                   |

Jang Lu-čchan
                                     
Čchen Čching-pching

(1799–1872)                                       (1795–1868)
starý styl Jang                                   styl Čao-pao, 
malý styl

   |                                                   |
   +---------------------+-------------------------+   |
   |                     |                         |   |

Jang Ťien-chou
       
Jang Pan-chou
                
Wu Jü-siang

(1839–1917)          (1837–1892)                  (1812–1880)
střední forma Jang   malá forma Jang              styl Wuu
   |                     |                           |

Jang Čcheng-fu
       
Wu Čchuan-jou
                
Li I-jü

(1883–1936)          (1834–1902)                  (1832–1892)
velká forma Jang         |                           |
   |                 
Wu Ťien-čchüan
               
Chao Wej-čchen

   |                 (1870–1942)                  (1849–1920)
   |                 styl Wu                         |
   |                     |                        
Sun Lu-tchang

   |                 
Wu Kung-i
                    (1861–1932)
   |                 (1900–1970)                  styl Sun
   |
   |

MODERNÍ SESTAVY

   |
   |
   +---------------------+
                         |
              Čínská sportovní komise
              1956 Peking – 24 forem (zjednodušená sestava) tchaj-ťi čchüan
              .
              .
              1989
              42 Forem (soutěžní sestava) tchaj-ťi čchüan
              (soutěžní sestava kombinuje prvky ze stylů Sun, Wu, Čchen a Jang)
              .
              .
              další zkrácené a zjednodušené sestavy jako 8, 16, 40, 48, 88 forem
              .
```

## Systém výcviku

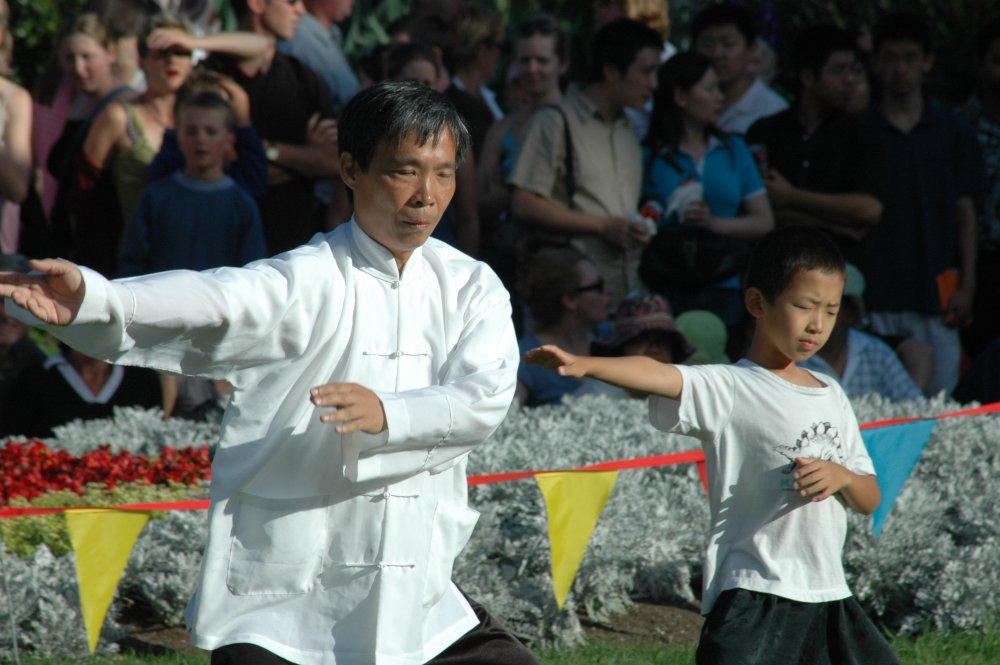
Tchaj-ťi praktikují lidé všech generací

Umění tchaj-ťi se vyučuje pomocí pěti základních metod, které se navzájem prolínají a podporují. Jsou to:
- základní uvolňovací cvičení (čchi-kung)
- sólové formy – sestavy (tchao-lu)
- aplikace pohybů ze sestavy (san-šou)
- vnímavé ruce neboli přetlačování s partnerem (tchuej-šou)
- cvičení se zbraněmi (wu-čchi)

Všech těchto pět forem cvičení je potřeba brát v potaz, jestliže chcete znát kompletní systém a tím dosáhnout vyšší úrovně tchaj-ťi čchüan.

## Zbraně
V tchaj-ťi čchüan nevyučují všichni učitelé tytéž zbraně. V některých školách se zbraně nevyučují vůbec. Pravdou je, že oproti vnějším stylům Kung-fu, jako např. šaolin-čchüan, se v tchaj-ťi používá pouze omezený počet zbraní.
Výběr z široké řady čínských zbraní sestává z klasického rovného (dvousečného) meče ťien, zakřiveného (jednosečného) meče tao, hole kun, kopí čchiang a ojediněle i dalších zbraní. Moderní je poslední dobou například vějíř šan.
Formy se zbraněmi mají jisté, snad i poněkud nedoceněné výhody. Avšak vzhledem k jejich náročnosti a také potřebě mnohonásobně většího prostoru pro jejich cvičení, se jim do hloubky věnuje pouze poměrně malý počet lidí.

Zakřivený jednosečný meč – šavle: Taiji Dao, Taiji Broadsword
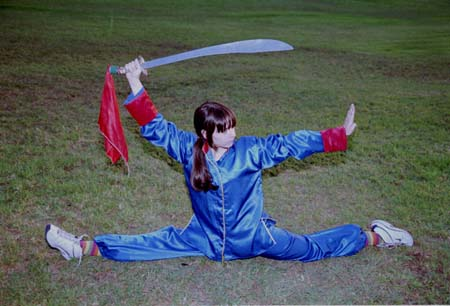
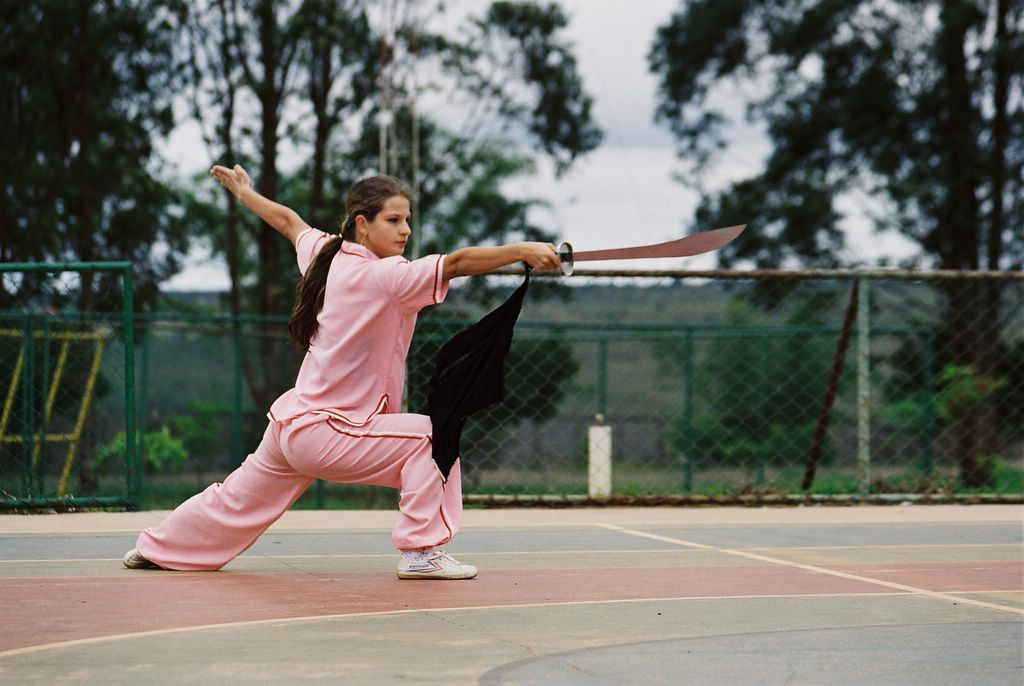
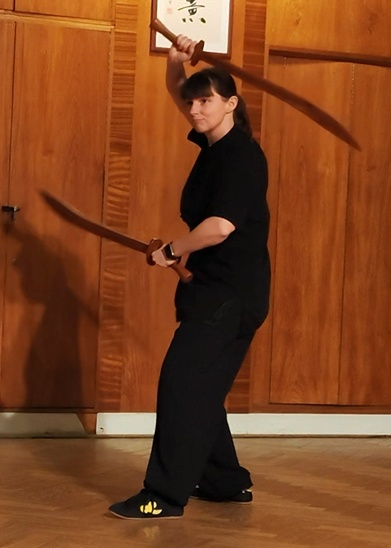
Sestava se dvěma dřevěnými šavlemi

Jednoruční oboustranně ostřený přímý meč: Taiji Jian
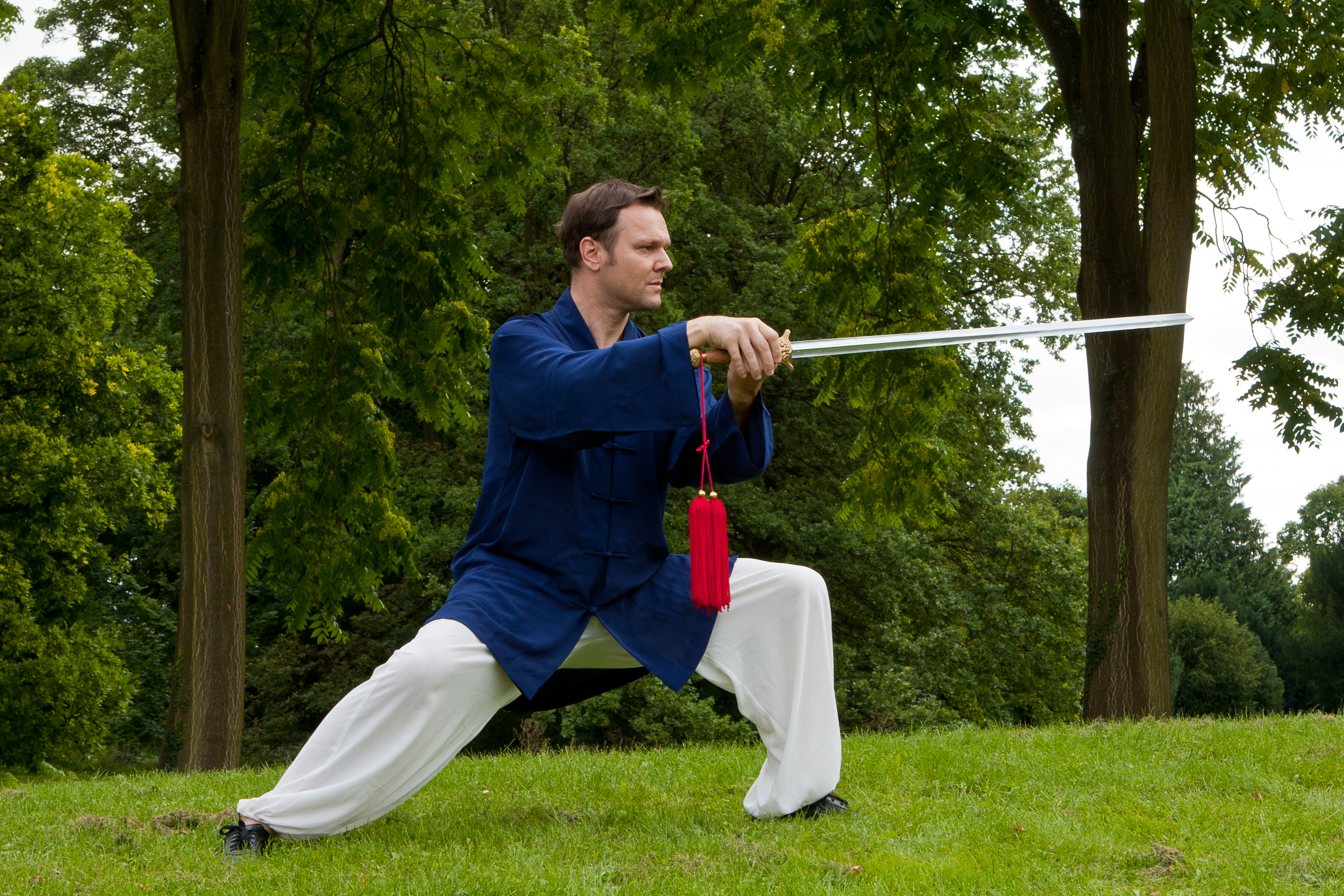
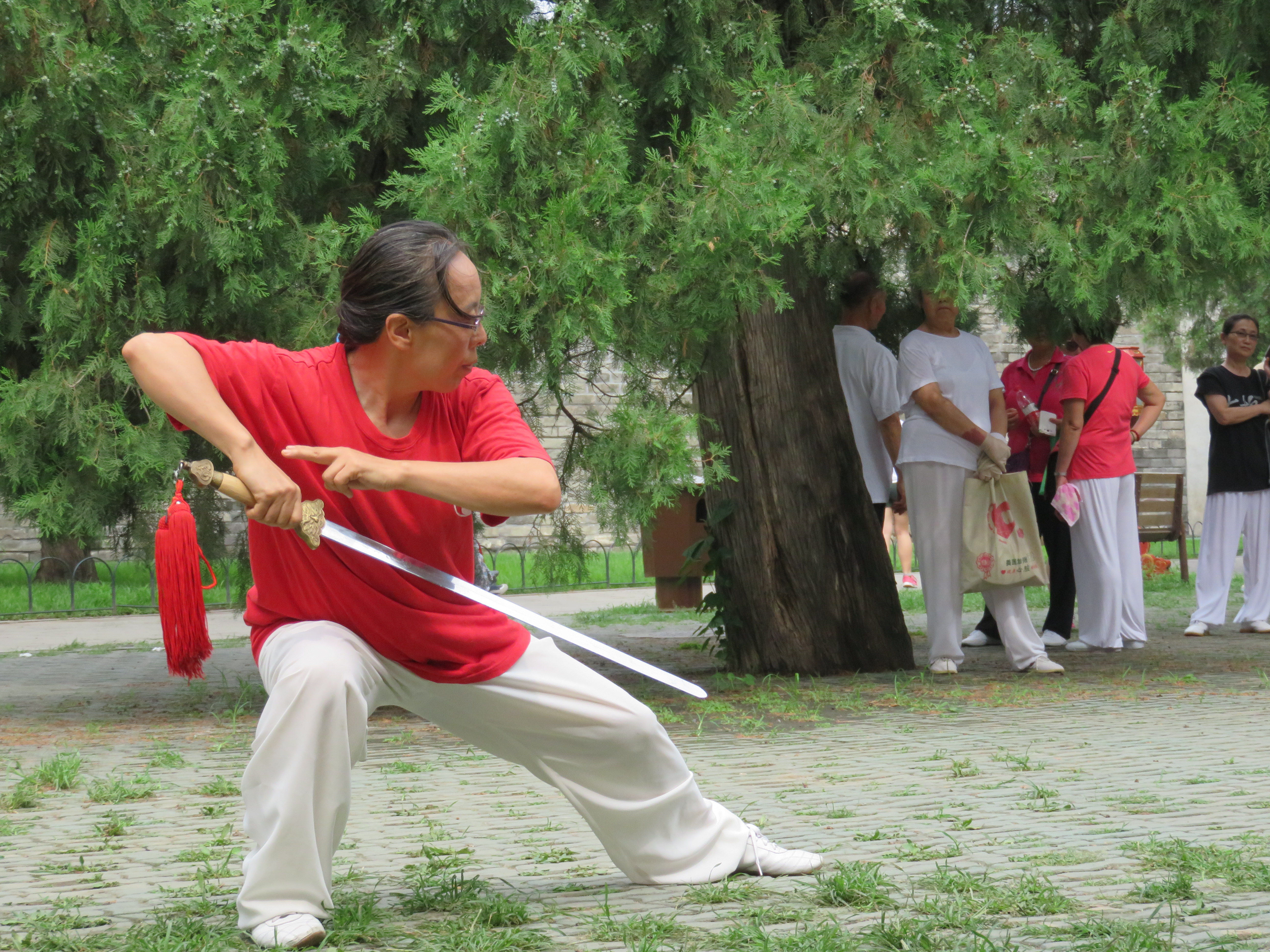
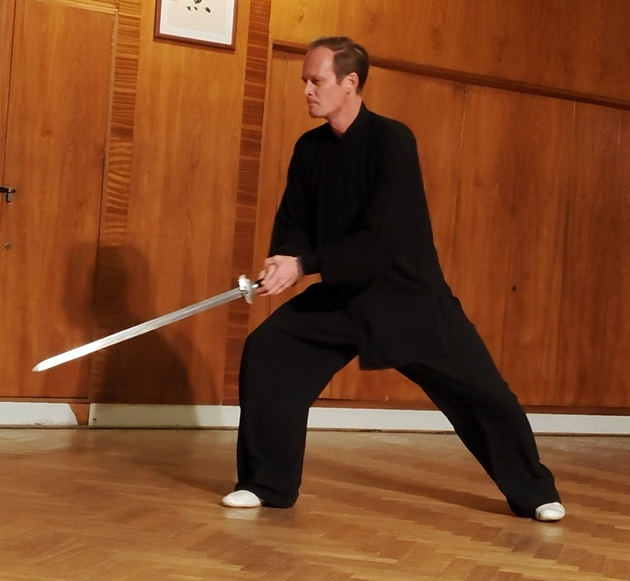
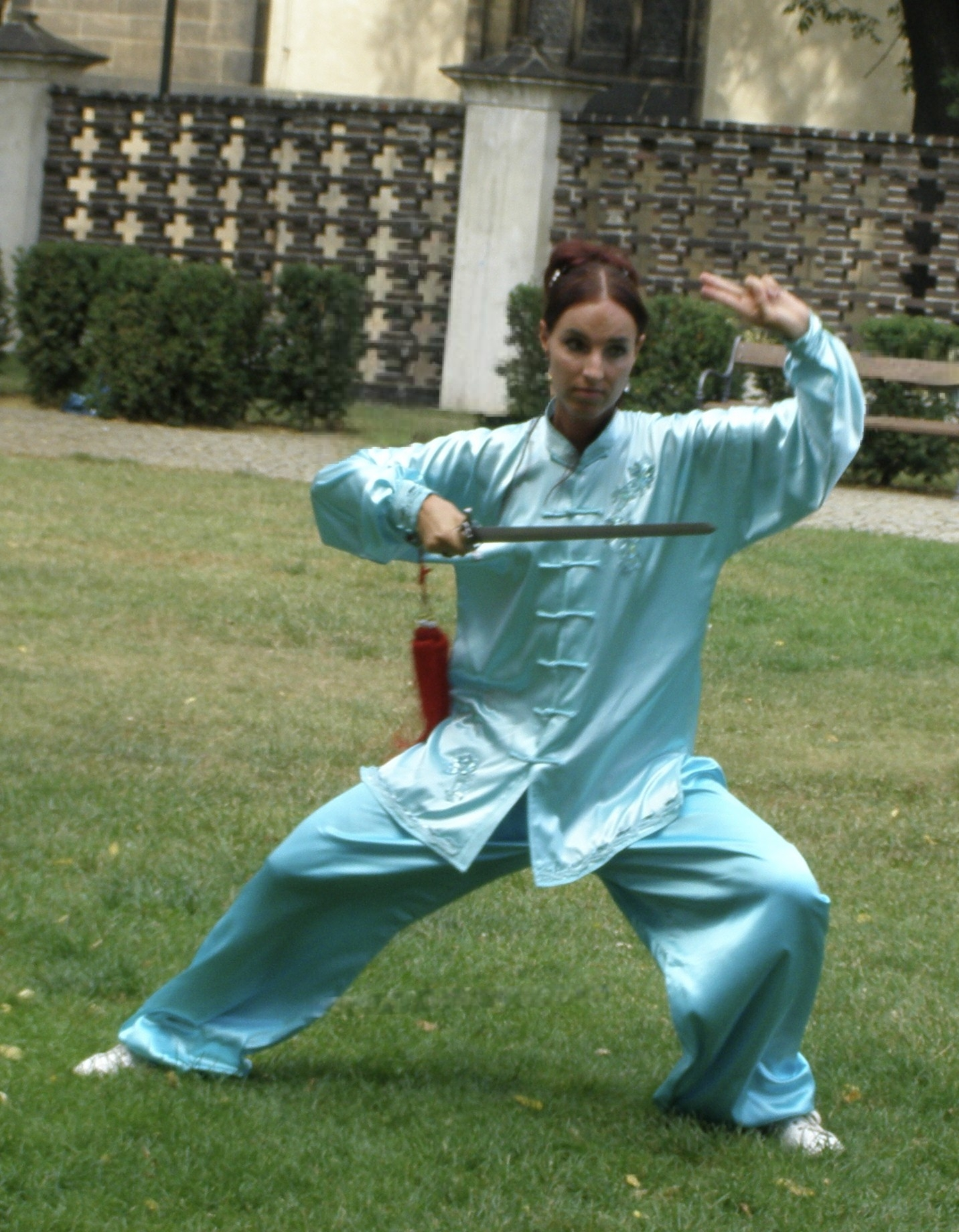

Kopí s oboustranně broušeným bodcem na dlouhé násadě: Taiji Qiang
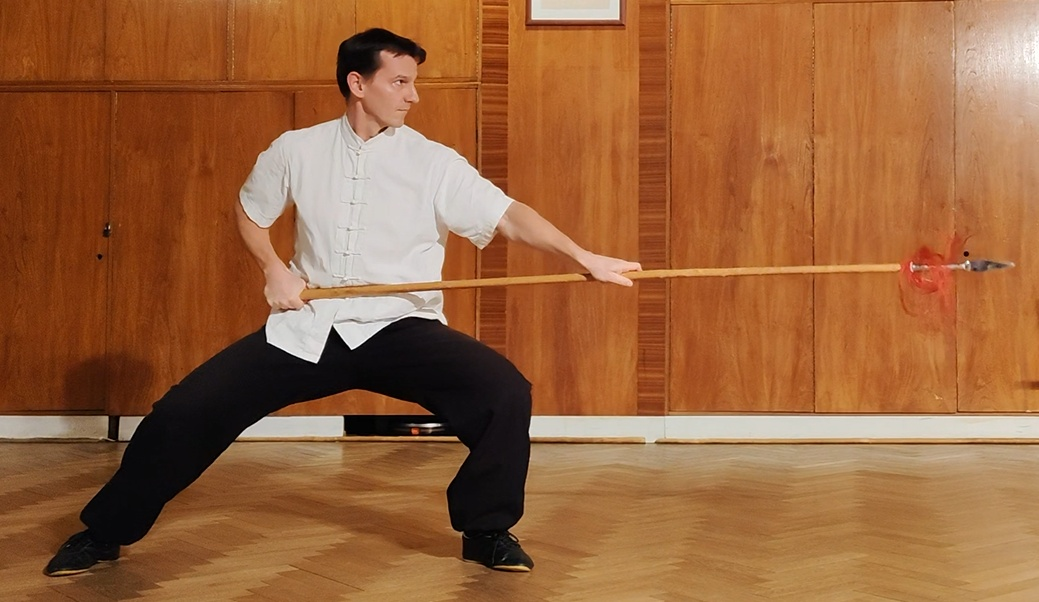
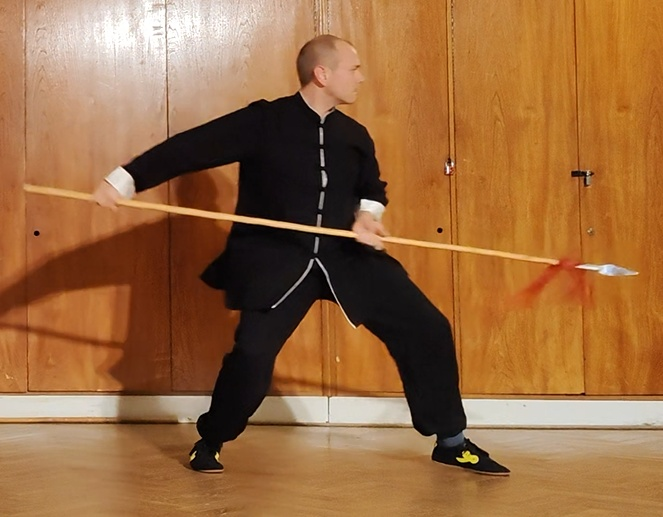
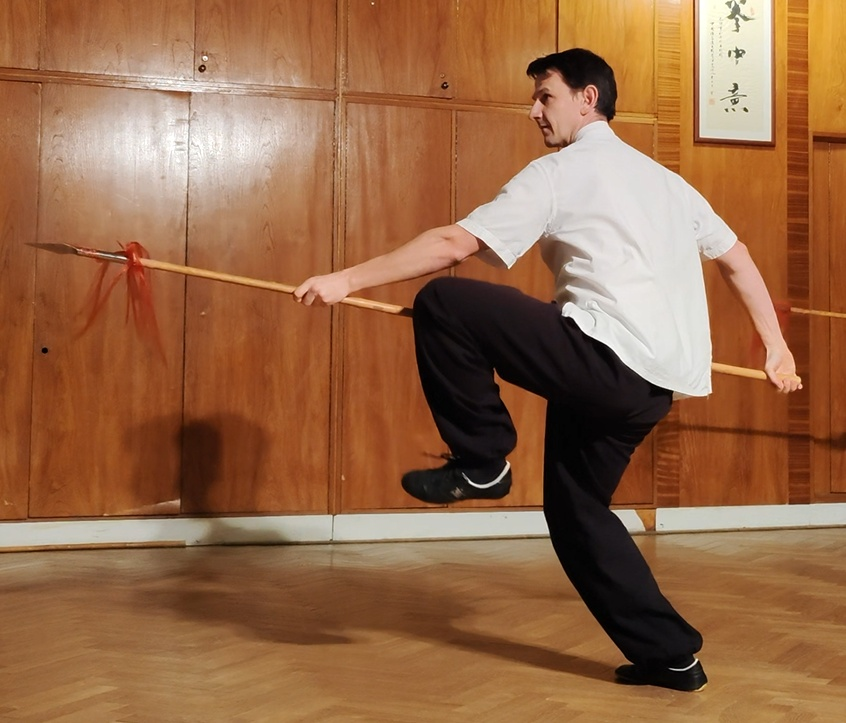

Dřevěný, bambusový nebo kovový vějíř: Taiji Shan
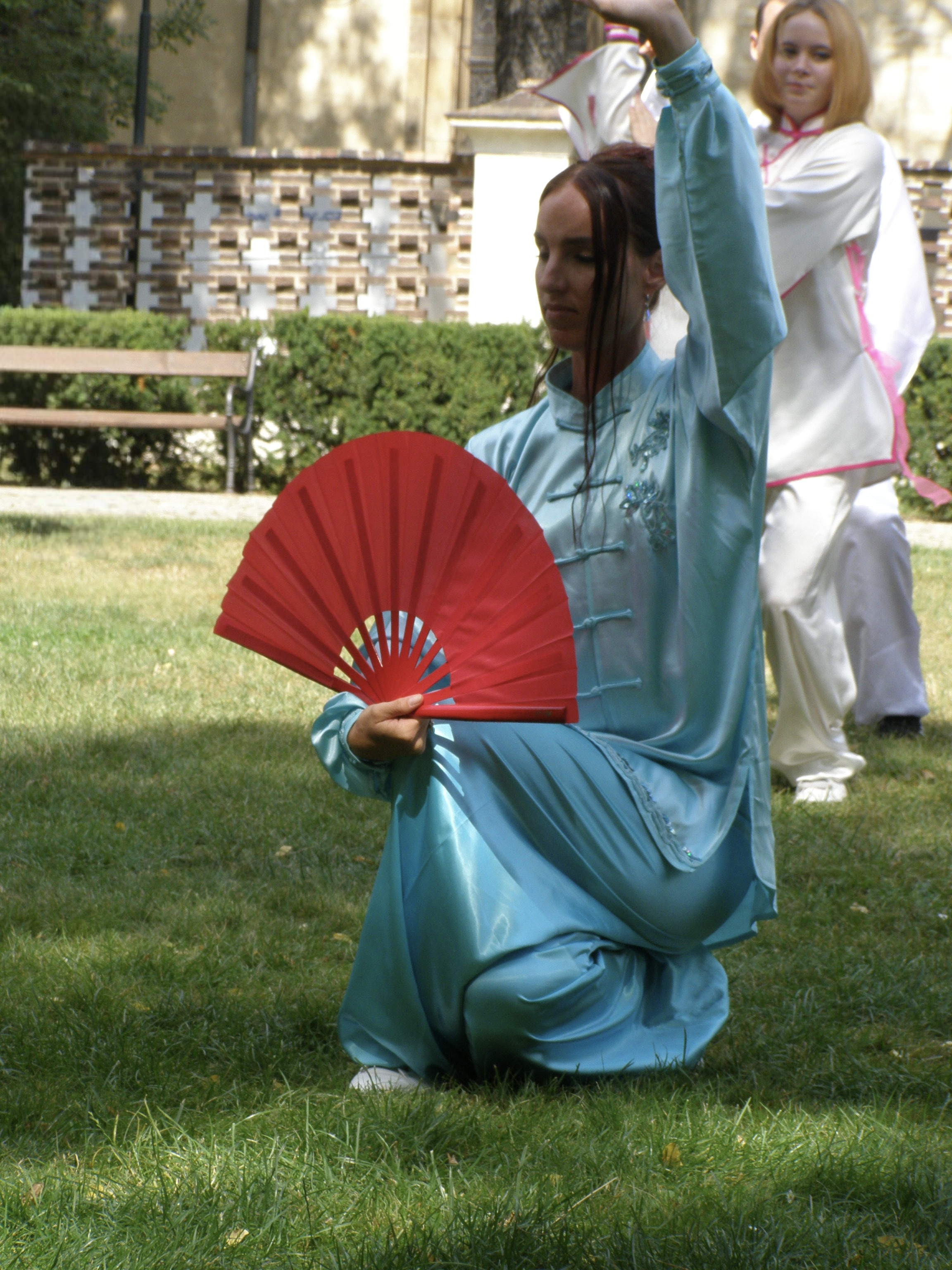
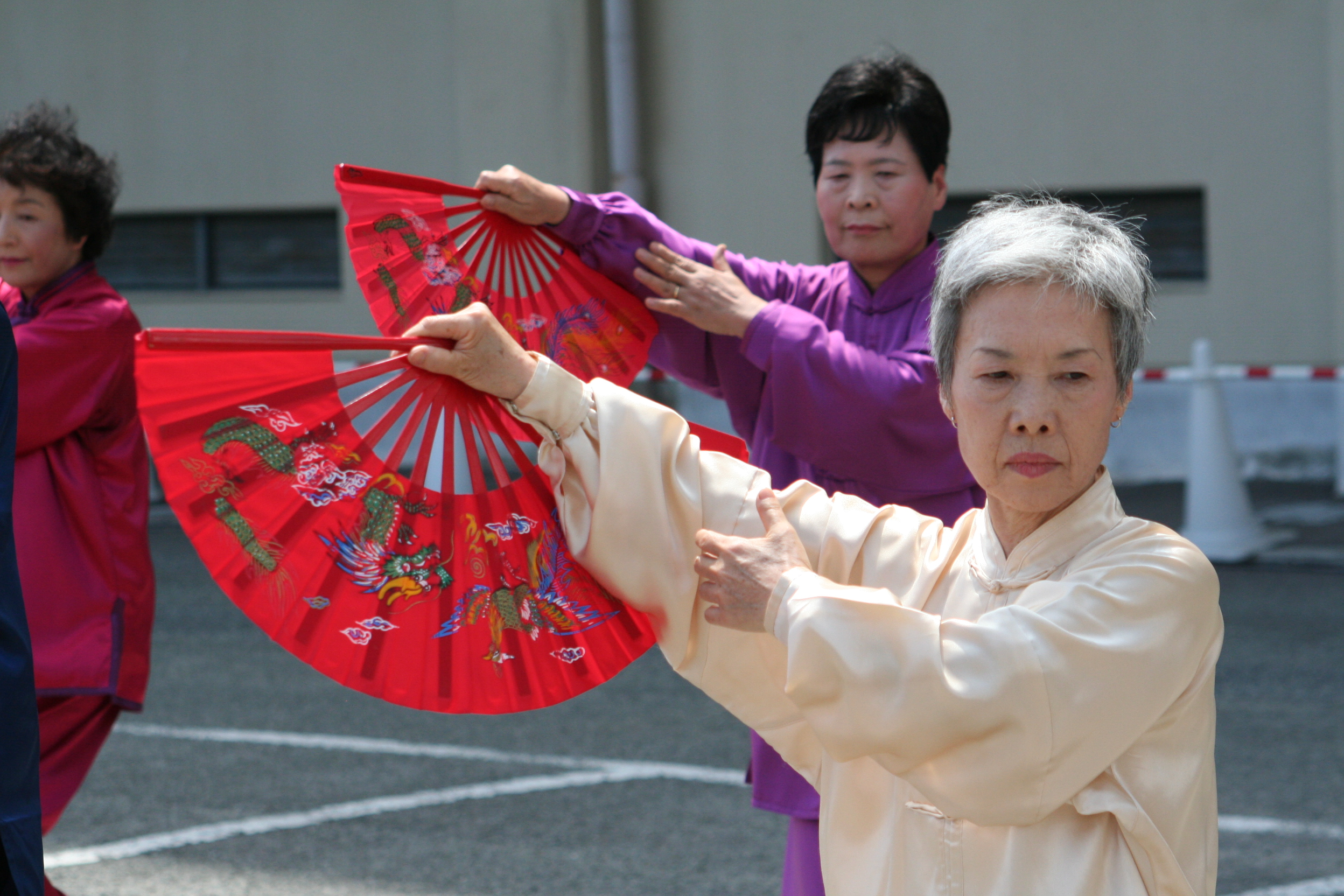
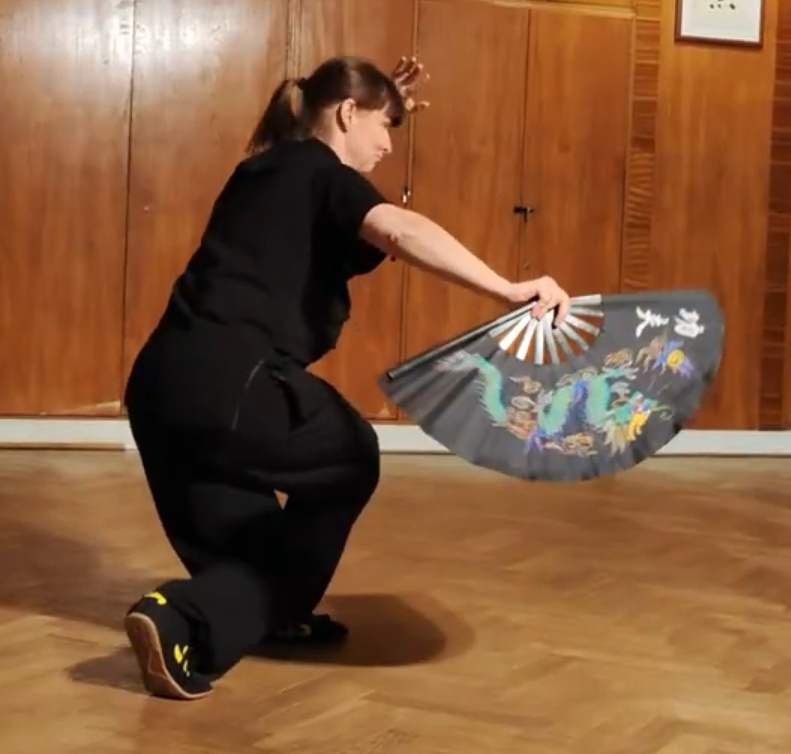
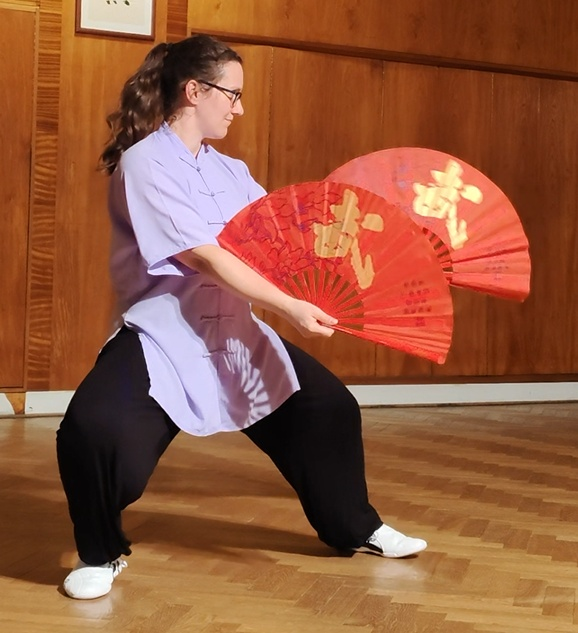
Sestava se dvěma vějíři

## Zdravotní efekt cvičení tchaj-ťi
Zkušenosti a výsledky vědeckého výzkumu ukazují, že tchaj-ťi má vynikající zdravotní účinky. Je prospěšné zvláště duševně pracujícím středního a vyššího věku. Dlouhodobé cvičení tchaj-ťi uvolňuje stres a je prevencí proti mnoha nemocem. Např. snižuje hladinu tuků v krvi (hyperlipidemie), zpomaluje řídnutí kostí (osteoporóza), zlepšuje funkci srdečně-cévního systému, synchronizuje a zlepšuje mozkovou činnost.
V nejedné výzkumné zprávě se dále např. uvádí, že toto cvičení zbavuje nervozity, je efektivní v oblasti prevence a rekonvalescence kardiovaskulárních chorob. Pozitivně ovlivňuje také centrální nervový systém a jeho prostřednictvím působí na zlepšení a soulad funkcí ostatních systémů v organizmu. Hluboké přirozené dýchání stimuluje činnost orgánů umístěných v břišní dutině a při správném provádění cviků přispívá i ke zlepšení látkové výměny a zásobování organizmu krví a kyslíkem. Nelze opomenout ani příznivý vliv cvičení na kloubní a svalový systém a řadu dalších, i chronických onemocnění. Má i výrazné antistresové a antineurotizační účinky.
Všechny tyto efekty jsou přičítány dodržování souboru specifických zásad a principů tchaj-ťi. Cvičící by se měl nacházet „ve stavu tchaj-ťi“, který je charakterizován příjemným pocitem fyzického pohodlí, klidnou a tichou myslí, volným prouděním vitální energie a rovnováhou jinu a jangu.